# Centennial Stadium
Le Centennial Stadium est un stade omnisports canadien (servant principalement pour le soccer), situé dans la ville de Victoria, en Colombie-Britannique.
Le stade, doté de 5 000 places et inauguré en 1967, appartient à l'Université de Victoria et sert d'enceinte à domicile à l'équipe universitaire des Vikes de Victoria (pour le soccer, le rugby à XV, le hockey sur gazon et l'athlétisme), et à l'équipe de soccer des Victoria Highlanders.

## Histoire
Le stade est construit en 1967 pour célébrer Centenaire du Canada.
Le stade original disposait de 3 000 places assises, mais ce nombre est étendu à 30 000 places pour que le Centennial Stadium serve de stade principal afin d'accueillir les Jeux du Commonwealth de 1994. Après les Jeux, la plupart des sièges sont déplacés vers d'autres stades, ne laissant au Centennial Stadium que 5 000 sièges.
Le stade dispose d'une piste d'athlétisme de 400 mètres, ainsi que des aires où peuvent se pratiquer le saut en longueur/triple saut, le saut en hauteur, le saut à la perche, et le lancer du disque/marteau/poids/javelot.
Le terrain est quant à lui destiné à l'origine pour le soccer et le football canadien.
Le Centennial Stadium a accueilli la coupe du monde féminine de football des moins de 19 ans 2002.

## Événements
- 1994 : XVe Jeux du Commonwealth.
- 2002 : 
  - Coupe du monde féminine de football des moins de 19 ans.
  - Gold Cup féminine